# Joan Blanch i Rodríguez
Joan Blanch i Rodríguez (Badalona, 1937 - Badalona, 16 d'abril de 2014) fou un advocat i polític català, alcalde de Badalona durant quatre legislatures consecutives, des del 1983 fins al 1999.

## Biografia
Llicenciat en dret, va ser militant del PSC-PSOE i alcalde de Badalona. També fou nomenat diputat a les eleccions generals espanyoles de 1982 en substitució de Raimon Obiols i escollit a les eleccions al Parlament de Catalunya de 1995, i president de l'Entitat Metropolitana del Transport. El seu gran èxit com a alcalde de Badalona va ser aconseguir que la ciutat formés part activa dels Jocs Olímpics de Barcelona, que van simbolitzar grans canvis i progressos per a la ciutat, com ara la construcció del barri de Montigalà o del Palau Municipal d'Esports.
Després de 16 anys com a alcalde de Badalona, el 1997 fou desplaçat de la direcció del PSC de Badalona per Maite Arqué, després de la celebració d'eleccions primàries internes, a les quals ell no es va presentar. A les eleccions municipals de 1999 decidí presentar una candidatura alternativa a la del PSC anomenada Coalició Socialista de Progés (CSP) —que no va obtenir representació al consistori—, raó per la qual fou expulsat del partit. Seguí en la política, tot i que retornà a la seva feina d'advocat.
El 2004 va demanar reingressar al partit, però el primer secretari del PSC de Badalona, Jordi Serra, va negar aquesta possibilitat. El 16 de desembre de 2009 va donar suport a les Consultes sobre la independència de Catalunya en un acte de la Candidatura d'Unitat Popular de Badalona, i es va mostrar disposat a col·laborar amb la plataforma Badalona Decideix.
Va morir als 76 anys a l'hospital de Can Ruti a causa d'un càncer.